# Rhyscotus nasutus
Rhyscotus nasutus är en kräftdjursart som beskrevs av Gustav Budde-Lund1908. Rhyscotus nasutus ingår i släktet Rhyscotus och familjen Rhyscotidae. Inga underarter finns listade i Catalogue of Life.